# Журавка (притока Убіді)
Журавка (рос. Журавка) — річка в Україні у Корюківському районі Чернігівської області. Ліва притока річки Убіді (басейн Десни).

## Опис
Довжина річки приблизно 7,76 км, найкоротша відстань між витоком і гирлом — 6,81  км, коефіцієнт звивистості річки — 1,14 . Формується декількома безіменними струмками та загатами.

## Розташування
Бере початок на північно-східній околиці села Соснівка. Тече переважно на південний захід через село Гутище і на східній околиці села Козляничі впадає у річку Убудь, праву притоку Десни.
Населені пункти вздовж берегової смуги: Заляддя.

## Цікаві факти
- На південно-східній стороні від витоку річки на відстані приблизно 1,32 км пролягає автошлях Р12[2] (Чернігів — Грем'яч).